# Reichstag (Repubblica di Weimar)

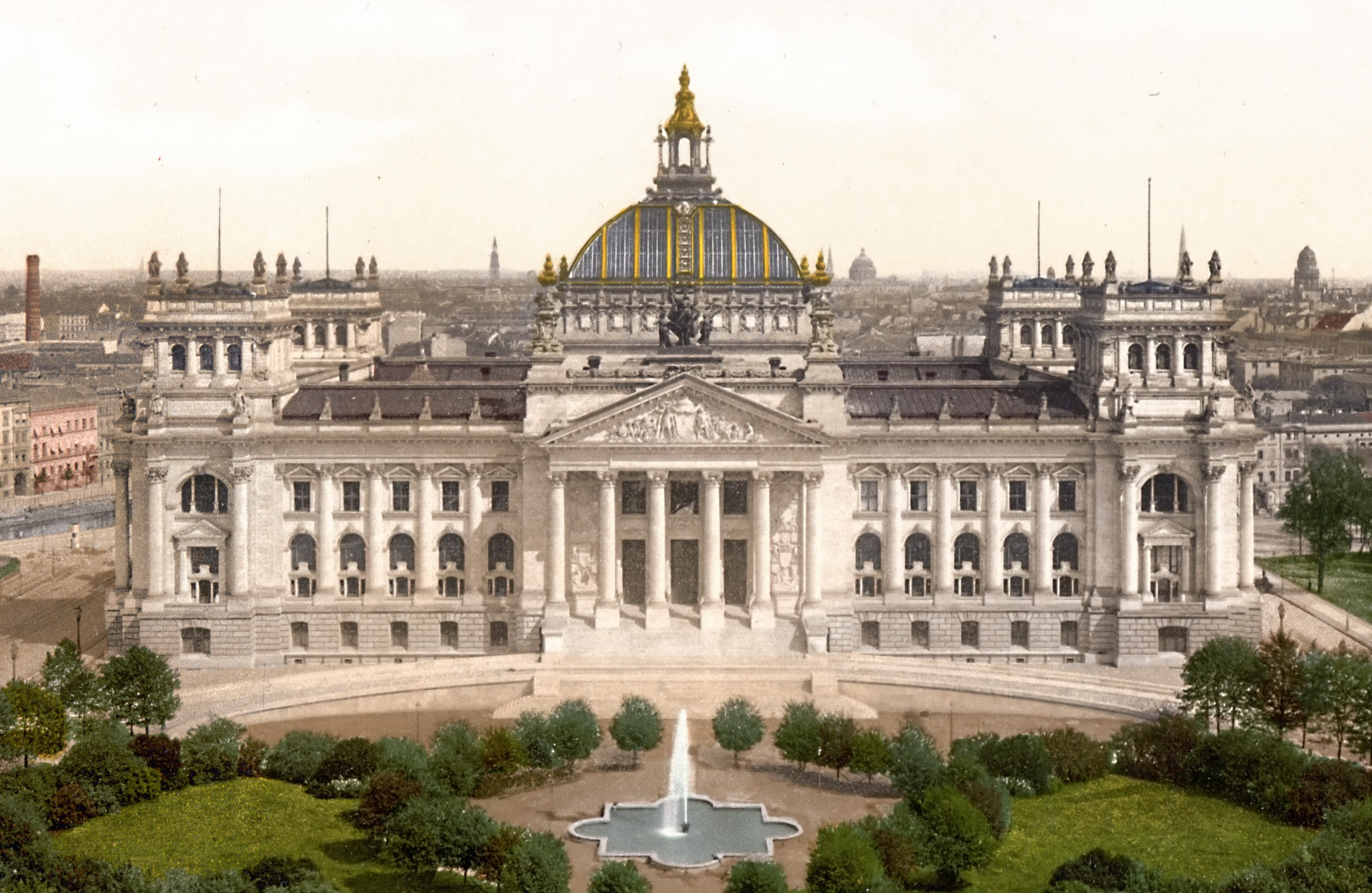
Il Palazzo del Reichstag, sede dell’assemblea.

Il Reichstag era la Camera bassa del potere legislativo della Repubblica di Weimar. Nacque dalla creazione della Costituzione di Weimar nel 1919. Dopo la fine della Repubblica di Weimar, nel 1933, il Reichstag continuò a funzionare, sebbene sporadicamente, come legislatura puramente nominale della Germania nazista.

## Panoramica
Secondo la Costituzione di Weimar del 1919, i membri del Reichstag dovevano essere eletti a suffragio universale secondo il principio della rappresentanza proporzionale. I voti erano espressi per le liste dei partiti a livello nazionale. Il mandato del legislatore era di quattro anni, tuttavia, lo scioglimento anticipato della camera era abbastanza diffuso. 
C'era una soglia di sbarramento per ottenere dei seggi nel Reichstag. A un partito era assegnato un seggio in legislatura per ogni 60.000 voti ricevuti in un determinato collegio elettorale, il che significò che le dimensioni complessive dell'assemblea fluttuavano con l'affluenza alle urne. Sebbene questa disposizione fosse intesa a ridurre gli sprechi di voti, comportò anche la rappresentanza di un gran numero di partiti nella camera. In combinazione con il sistema nazionale di lista dei partiti, ciò rese estremamente difficile formare un governo stabile. 
Inoltre, ogni partito politico voleva spingere la Germania in una direzione diversa e spesso i partiti si rifiutavano di scendere a compromessi o addirittura di riconoscere altri partiti. Come scrisse lo studioso Erik von Kuehnelt-Leddihn nel 1943: 
(Erik von Kuehnelt-Leddihn)
Il parlamento approvava le leggi e il bilancio presentato dal governo, oltre a decidere sulle dichiarazioni di guerra e a ratificare i trattati internazionali. I membri del governo tedesco, erano responsabili nei confronti del Reichstag, che poteva obbligare alle dimissioni ministri o persino l'intero governo con una mozione di sfiducia. Poteva anche revocare i "decreti di emergenza" del Presidente del Reich ai sensi dell'articolo 48 della Costituzione - tuttavia, questi era in grado di sciogliere il Reichstag . Al contrario, il Reichsrat, il Consiglio dei rappresentanti statali, ebbe un'importanza minore. La costituzione prevedeva anche la possibilità di referendum, ma gli ostacoli da superare erano notevoli. Vi furono solo due votazioni di democrazia diretta (nel 1926 sull'espropriazione dei principi e nel 1929 per l'abolizione del piano Young), entrambi senza successo.

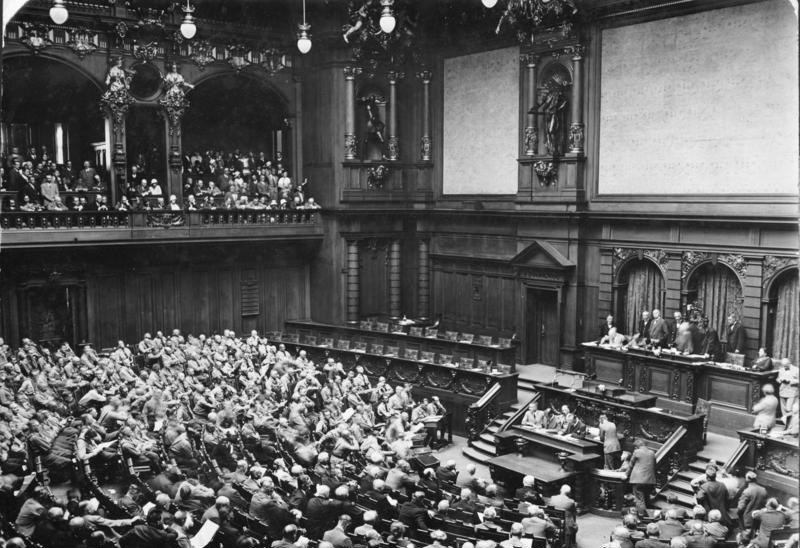
Cerimonia di apertura il 30 agosto 1932, membri nazisti del Reichstag in uniforme

Di solito, quando un cancelliere veniva rimosso dall'incarico, il suo sostituto era ben al di sotto della maggioranza. Ciò fu particolarmente vero negli anni 1930, quando il presidente dovette ricorrere all'articolo 48 solo per condurre gli affari ordinari del governo.

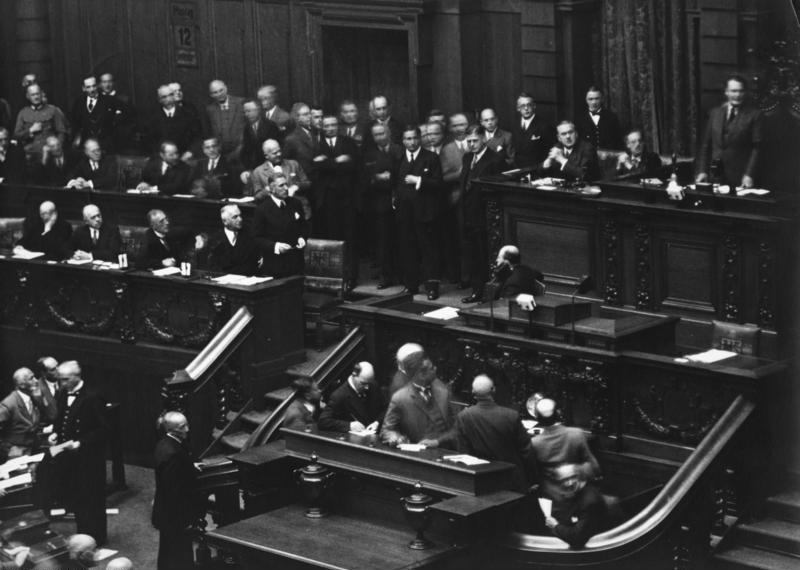
Reichstag il 12 settembre 1932 - Il cancelliere Papen (in piedi, a sinistra) chiede la parola, ignorato dal presidente Göring (a destra)

Nelle elezioni del 1928, il Partito nazista ottenne solo 12 seggi nel Reichstag, divenendo il più piccolo dei nove partiti della camera. Tuttavia, nei due anni successivi ne guadagnò altri 95. Alle elezioni del 1932, i nazisti e il Partito Comunista, entrambi nemici dichiarati del sistema parlamentare, detenevano insieme la maggioranza assoluta dei seggi. Nel 1920-1923 e dal 1930 in poi, il parlamento fu spesso eluso da due strumenti non strettamente previsti dalla costituzione:
- l'ampio ricorso ai poteri conferiti al Presidente dall'uso del decreto di emergenza di cui all'articolo 48 della costituzione,
- l'uso di atti abilitanti, specialmente nel 1919-1923, e poi di nuovo il Decreto dei pieni poteri del 1933, dopo che Hitler fu nominato Cancelliere, che costituì un importante elemento della sua dittatura.

Con quest'ultimo atto abilitante, il Reichstag rinunciò formalmente alla sua esclusiva responsabilità nell'esercizio del potere legislativo.
Da allora in poi, il parlamento tedesco funzionò solo come assemblea di un partito e come organo che ratificava per acclamazione le decisioni della dittatura nazista. Anche nel suo ruolo puramente formale, il Reichstag del Terzo Reich si riunì solo venti volte, l'ultima volta il 26 aprile 1942. Il 25 gennaio 1943, cinque giorni prima della scadenza del mandato dell'ultimo Reichstag, venne rinviata la convocazione di un nuovo organismo per un altro mandato elettorale, fino al 30 gennaio 1947, con un decreto del Führer.
Quando i politici della Germania occidentale fondarono una nuova democrazia nel 1948-49, usarono la parola Bund (federazione) al posto di Reich, termine ormai troppo legato al nazismo. Nella storia costituzionale tedesca, entrambi i termini erano quasi intercambiabili. Con il ricordo, ancora fresco, di come i nazisti avessero sfruttato le debolezze del Reichstag, gli articoli della Legge fondamentale (costituzione della Germania occidentale) incorporarono diverse misure di salvaguardia per evitare che si ripetesse quanto successo nel recente passato. Il nuovo parlamento divenne il Bundestag, eletto da una rappresentanza proporzionale mista, un mix di membri eletti da singoli collegi elettorali e liste di partiti statali. Per ottenere dei seggi in rappresentanza proporzionale, un partito doveva ottenere almeno il cinque percento dei voti nazionali o almeno tre seggi con elezione diretta. Il Cancelliere (Bundeskanzler) doveva essere eletto a maggioranza assoluta nel Bundestag e poteva essere rimosso dalla sua carica solo se a un potenziale successore fosse già garantita la maggioranza. Oltre al Bundestag, il Bundesrat (che rappresentava i governi degli Stati federali) aveva il diritto di porre il veto a qualsiasi legge relativa agli interessi degli Stati.

## Sede

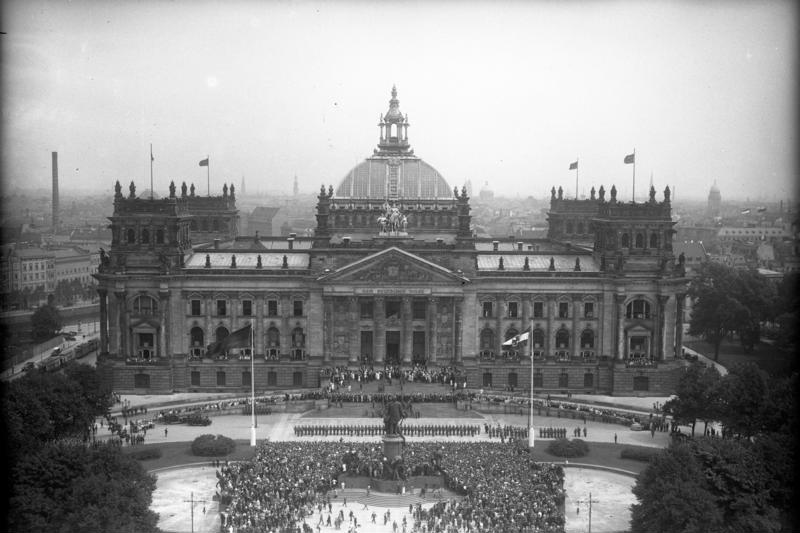
Edificio del Reichstag, celebrazione della costituzione, 11 agosto 1932

Dopo l'unificazione tedesca del 1870, il nuovo Reichstag si riunì per la prima volta nella sede del Landtag prussiano a Berlino. Nel 1871 decise di far costruire un nuovo edificio e nel frattempo scelse come sua sede una fabbrica di porcellana al numero 4 di Leipziger Straße. Circa 23 anni dopo, il nuovo edificio del Reichstag venne completato, ed inaugurato dall'imperatore nel 1894. Questo è oggi noto come il Reichstagsgebäude o come il Reichstag.
Dopo che l'edificio fu gravemente danneggiato dall'incendio del febbraio 1933, il Reichstag nazista si riunì nel vicino Teatro Kroll. Verso la fine della seconda guerra mondiale l'edificio del Reichstag sopravvissuto, ma gravemente danneggiato, fu oggetto di numerosi attacchi sovietici perché era visto come un simbolo del Terzo Reich. Issarono la bandiera rossa appena in tempo per le celebrazioni della festa del 1º maggio del 1945. Dopo la guerra, l'edificio venne riparato e utilizzato come sala espositiva, ma per il nuovo Bundestag tedesco furono necessari importanti interventi di ristrutturazione e ricostruzione. Dal 1999, il Bundestag tedesco utilizza di nuovo l'ex Reichstag come edificio permanente. Il suo indirizzo ufficiale è Platz der Republik 1.

## Risultati delle elezioni
| Germania dal 1919 al 1933: Repubblica di Weimar | Anno delle elezioni | Percentuale di donne | Numero di donne | Percentuale di uomini | Numero di uomini | Totale |
| ----------------------------------------------- | ------------------- | -------------------- | --------------- | --------------------- | ---------------- | ------ |
| Assemblea nazionale costituente tedesca         | 1919                | 8,7                  | 37              | 91,3                  | 386              | 423    |
| 1. Reichstag                                    | 1920                | 8,0                  | 37              | 92,0                  | 426              | 463    |
| 2. Reichstag                                    | 1924                | 5,7                  | 27              | 94,3                  | 445              | 472    |
| 3. Reichstag                                    | 1924                | 6,7                  | 33              | 93,3                  | 460              | 493    |
| 4. Reichstag                                    | 1928                | 6,7                  | 33              | 93,3                  | 457              | 490    |
| 5. Reichstag                                    | 1930                | 6,8                  | 39              | 93,2                  | 538              | 577    |
| 6. Reichstag                                    | 1932                | 5,6                  | 34              | 94,4                  | 574              | 608    |
| 7. Reichstag                                    | 1932                | 6,0                  | 35              | 94,0                  | 547              | 582    |
| 8. Reichstag                                    | 1933                | 3,8                  | 21              | 96,2                  | 537              | 558    |